# Gabriella Wilde
Gabriella Zanna Vanessa Anstruther-Gough-Calthorpe, poznata kao Gabriella Wilde ili Gabriella Calthorpe (Basingstoke, Hampshire, Ujedinjeno Kraljevstvo, 8. travnja 1989.), engleska glumica i model. Najpoznatija je po ulogama u filmovima Tri mušketira (2011.) i Carrie (2013.).

## Životopis
Rodila se u aristokratskoj obitelji Gough-Calthorpe. Njen otac je poduzetnik John Austen Anstruther-Gough-Calthorpe, bivši predsjednik Watermark Group i unuk baroneta Fitzroyja Anstruther-Gough-Calthorpea, a majka joj je bivši model Vanessa Mary Theresa (djevojačko Hubbard).
Phađala je školu Heathfield St. Mary's u Ascotu, ali je suspendirana nakon ilegalnog unošenja alkohola u školu i premještena u školu St. Swithun's u Winchesteru. Nakon toga upisala je City & Guilds of London Art School želeći izgraditi umjetničku karijeru, a istovremeno se bavila i manekenstvom. Manekenstvom se počela baviti sa 14 godina kada ju je uočila Naomi Campbell i nagovorila da potpiše za modnu agenciju Premier Model Management. Pojavila se u reklamnim kampanjama za velike brendove poput Lacostea, Abercrombie & Fitch i Topshop, a pozirala je i za popularne časopise, poput InStyle, Cosmopolitea i Voguea.
U jednom trenutku napustila je daljnje školovanje kako bi se počela baviti glumom. Svoj debut doživjela je 2009. godine u britanskoj komediji St. Trinian’s 2: The Legend of Fritton's Gold, a sljedeće se godine epizodno pojavila i u kultnoj britanskoj ZF seriji Doktor Who. Svoju američku filmsku premijeru imala je 2011. u filmu Tri mušketira, u kojem je glumila pored Orlanda Blooma i Mille Jovovich.

### Privatni život
Zaručena je s glazbenikom Alanom Pownallom i par uskoro očekuje prvo dijete.

## Filmografija
| Godina | Film                                         | Uloga               | Bilješke    |
| ------ | -------------------------------------------- | ------------------- | ----------- |
| 2009.  | St Trinian's 2: The Legend of Fritton's Gold | Saffy               |             |
| 2011.  | Tri mušketira                                | Constance Bonacieux |             |
| 2012.  | Il Maestro                                   | Cellist             | Kratki film |
| 2013.  | Carrie                                       | Sue Snell           |             |
| 2014.  | Beskrajna ljubav                             | Jade Butterfield    |             |
| 2014.  | Squatters                                    | Kelley              |             |